# حریر (عراق)
حریر (به کوردی: شارۆچکەی هەریر) یک شهرک در کردستان است که در شقلاوه واقع شده‌است.